# 大曽根浦駅
大曽根浦駅（おおそねうらえき）は、三重県尾鷲市大字大曽根浦にある、東海旅客鉄道（JR東海）紀勢本線の駅である。

## 歴史
- 1957年（昭和32年）1月12日：国鉄紀勢東線（現・紀勢本線）尾鷲駅 - 九鬼駅間延伸時に開設[1]。
- 1959年（昭和34年）7月15日：線路名称改定。紀勢東線が紀勢本線へ編入、同線の駅となる[1]。運転扱い職員のみ配置。
- 1983年（昭和58年）12月21日：無人駅化[2]。
- 1987年（昭和62年）4月1日：国鉄分割民営化に伴い、JR東海の駅となる[1]。

## 駅構造
島式ホーム1面2線を有する列車交換可能な地上駅。警報機と遮断機が付いた構内踏切がある。駅舎は解体され、以後はホームと旅客上屋のみの駅となっている。
尾鷲駅管理の無人駅。構内にトイレは設置されていない。

### のりば
| 番線 | 路線      | 方向 | 行先             |
| ---- | --------- | ---- | ---------------- |
| 1    | ■紀勢本線 | 下り | 新宮方面         |
| 2    | ■紀勢本線 | 上り | 尾鷲・名古屋方面 |

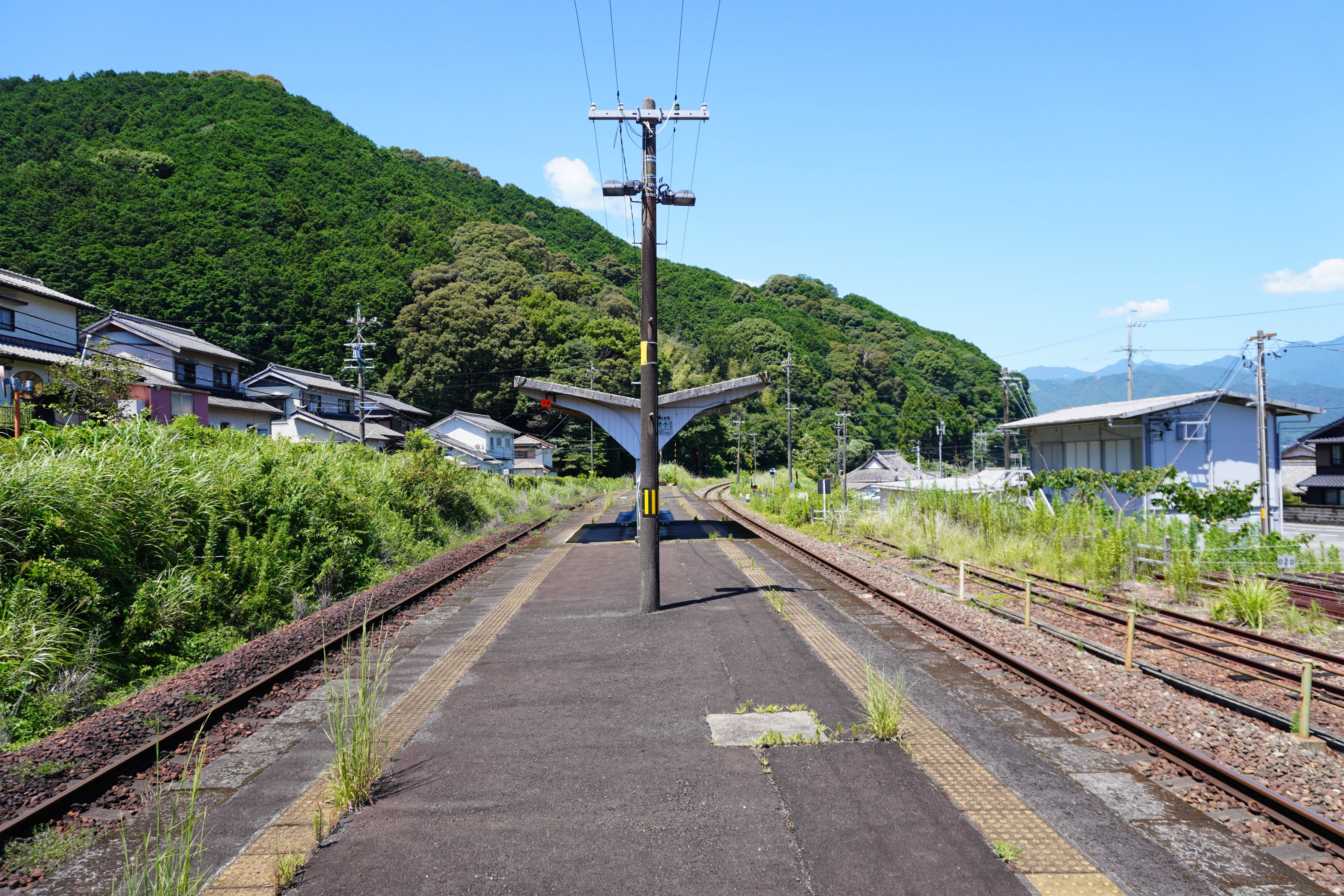
ホーム（2023年7月）
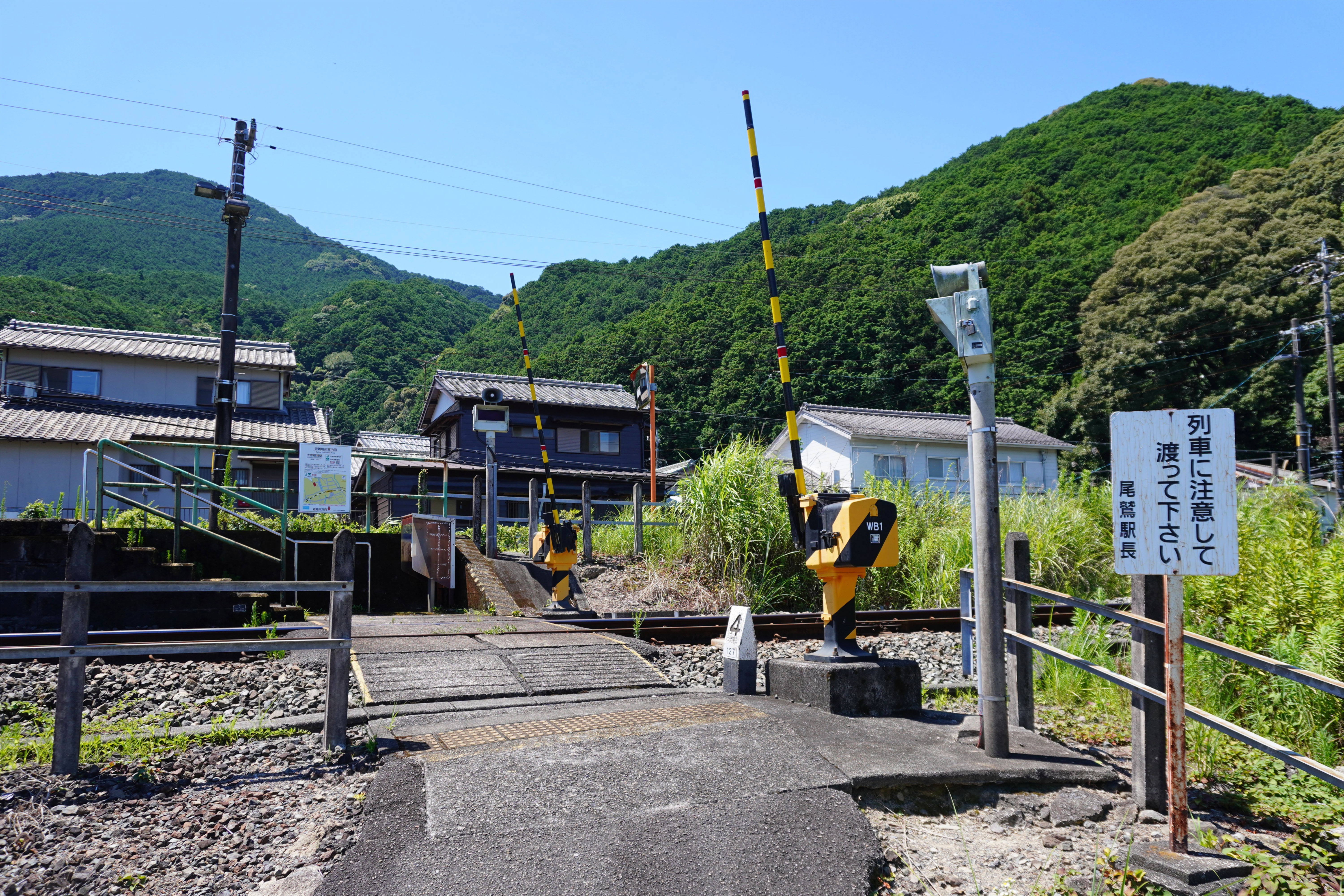
構内踏切（2023年7月）

## 利用状況
「三重県統計書」によると、近年の1日平均乗車人員の推移は以下の通り。
| 年度   | 1日平均 乗車人員 |
| ------ | ---------------- |
| 1998年 | 12               |
| 1999年 | 14               |
| 2000年 | 14               |
| 2001年 | 12               |
| 2002年 | 13               |
| 2003年 | 13               |
| 2004年 | 10               |
| 2005年 | 15               |
| 2006年 | 14               |
| 2007年 | 20               |
| 2008年 | 13               |
| 2009年 | 12               |
| 2010年 | 11               |
| 2011年 | 9                |
| 2012年 | 9                |
| 2013年 | 10               |
| 2014年 | 8                |
| 2015年 | 8                |
| 2016年 | 7                |
| 2017年 | 6                |
| 2018年 | 6                |
| 2019年 | 6                |

## 駅周辺
尾鷲湾が近い。また、2020年までは、駅から中部電力三田火力発電所の煙突が見えた。駅前には尾鷲市ふれあいバスの大曽根浦駅前バス停が置かれている。
- 三重県立熊野古道センター

## バス路線
- 尾鷲市ふれあいバス
  - 紀伊松本
  - 尾鷲駅

## その他
- 熊野大花火大会（例年8月17日）当日には管理駅派遣職員による乗車券立売（2002 - 03年度は構内踏切横の倉庫で出札）が実施される。
- 2001年（平成13年）夏の青春18きっぷポスターに登場した[4]。

## 隣の駅
東海旅客鉄道（JR東海）
■紀勢本線
尾鷲駅 - 大曽根浦駅 - 九鬼駅